# Fausto Masnada
Fausto Masnada (* 6. listopadu 1993) je italský profesionální silniční cyklista jezdící za UCI WorldTeam Soudal–Quick-Step.

## Kariéra
V květnu 2019 byl jmenován na startovní listině Gira d'Italia 2019 a podařilo se mu vyhrát 6. etapu. V srpnu 2019 Masnada podepsal dvouletou smlouvu s týmem CCC Team pro sezóny 2020 a 2021. Tým však předčasně opustil po Critériu du Dauphiné 2020 kvůli finančním potížím svého zaměstnavatele a pro zbytek sezóny se přesunul do týmu Deceuninck–Quick-Step. Na monumentu Il Lombardia 2021 se Masnada dostal do boje o vítězství, když při sjezdu ze stoupání Passo di Ganda dojel vedoucího Tadeje Pogačara. Ten ho však v cíli přesprintoval a na Masnadu tak zbylo 2. místo.

## Hlavní výsledky
2012
Giro della Valle d'Aosta
6. místo celkově
2014
7. místo Ruota d'Oro
2015
vítěz Piccolo Giro di Lombardia
2. místo Coppa Collecchio
Giro del Friuli-Venezia Giulia
9. místo celkově
2016
vítěz Giro del Medio Brenta
2017
Tour du Jura
2. místo celkově
Kolem Turecka
3. místo celkově
7. místo Giro dell'Appennino
2018
Tour of Hainan
 celkový vítěz
vítěz 8. etapy
Kolem Slovinska
 vítěz vrchařské soutěže
3. místo Giro dell'Appennino
Settimana Internazionale di Coppi e Bartali
6. místo celkově
Tour de Hongrie
9. místo celkově
10. místo Trofeo Laigueglia
2019
Giro d'Italia
vítěz 6. etapy
2. místo Giro dell'Appennino
Giro di Sicilia
3. místo celkově
 vítěz vrchařské soutěže
Tour of the Alps
5. místo celkově
vítěz etap 3 a 5
Kolem Slovinska
7. místo celkově
8. místo Coppa Ugo Agostoni
8. místo Tokyo 2020 Test Event
2020
Tirreno–Adriatico
6. místo celkově
Giro d'Italia
9. místo celkově
Tour des Alpes-Maritimes et du Var
9. místo celkově
2021
Národní šampionát
2. místo silniční závod
2. místo Il Lombardia
Tour de Romandie
3. místo celkově
3. místo Coppa Bernocchi
8. místo Milán–Turín
UAE Tour
10. místo celkově
2022
Kolem Ománu
2. místo celkově
vítěz 4. etapy
2023
5. místo Coppa Bernocchi
2024
Čtyři dny v Dunkerku
 Nejlepší vrchař

### Výsledky na etapových závodech
| Výsledky na Grand Tours        |      |      |      |      |      |
| Grand Tour                     | 2018 | 2019 | 2020 | 2021 | 2022 |
| Giro d'Italia                  | 26   | 20   | 9    | DNF  | —    |
| Tour de France                 | —    | —    | —    | —    | —    |
| Vuelta a España                | —    | —    | —    | —    | 57   |
| Výsledky na etapových závodech |      |      |      |      |      |
| Závod                          | 2018 | 2019 | 2020 | 2021 | 2022 |
| Paříž–Nice                     | —    | —    | —    | —    | —    |
| Tirreno–Adriatico              | —    | —    | 6    | —    | —    |
| Volta a Catalunya              | —    | —    | NS   | 15   | DNF  |
| Kolem Baskicka                 | —    | —    | NS   | —    | —    |
| Tour de Romandie               | —    | —    | NS   | 3    | —    |
| Critérium du Dauphiné          | —    | —    | 28   | —    | —    |
| Tour de Suisse                 | —    | —    | NS   | —    | 20   |

| —   | Nezúčastnil se |
| NS  | Nejelo se      |
| DNF | Nedokončil     |